# Microrregión de la Borborema Potiguar
La microrregión de la Borborema Potiguar es una de las microrregiones del estado brasilero del Río Grande del Norte perteneciente a la mesorregión Agreste Potiguar. Su población fue estimada en 2006 por el IBGE en 129.566 habitantes y está dividida en dieciséis municipios. Posee un área total de 3.922,227 km².

## Municipios
- Barcelona
- Campo Redondo
- Coronel Ezequiel
- Jaçanã
- Japi
- Lagoa de Velhos
- Lajes Pintadas
- Monte das Gameleiras
- Ruy Barbosa
- Santa Cruz
- São Bento do Trairi
- São José do Campestre
- São Tomé
- Serra de São Bento
- Sítio Novo
- Tangará

- Datos: Q2597357